# 松崎キミ代
松崎 キミ代（まつざき きみよ、1938年6月18日- ）は、香川県三豊郡高瀬町（現三豊市）出身の元卓球選手。現姓・栗本。専修大学卒業。戦型はペン表ソフト前陣速攻型。日本卓球界の黄金時代を代表する女子選手のひとりであり、1997年にはその功績をたたえられ世界卓球殿堂入りを果たした。

## 略歴

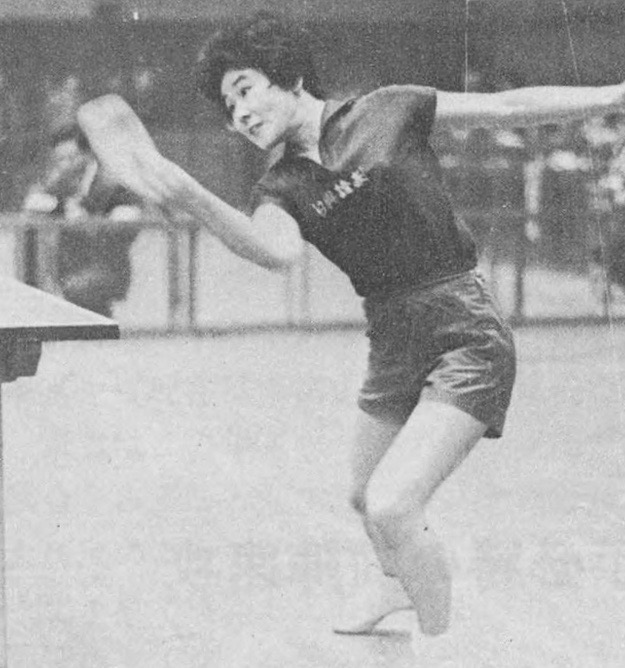
松崎のバックハンド・ロング

酒屋の6人姉妹の長女。憧れの卓球選手は江口冨士枝。
小学校5年の時に卓球を始めた。1959年に行われた世界卓球選手権大会の女子シングルスで優勝、その後1963年の大会でも優勝し世界チャンピオンとなった。1961年の世界選手権の際に、周恩来からマオタイ酒をプレゼントされた。2020年、渋谷区名誉区民に顕彰された。

## 主な戦績
- 1959年 世界卓球選手権大会（ドルトムント）シングルス優勝、ダブルス2位、混合ダブルス2位、女子団体優勝
- 1961年 世界卓球選手権大会（北京）シングルスベスト4、ダブルスベスト8、混合ダブルス（荻村伊智朗とのペア）優勝、女子団体優勝
- 1963年 世界卓球選手権大会（プラハ）シングルス優勝、ダブルス優勝、団体優勝

- 全日本卓球選手権大会
  - シングルス優勝3回（1958年、1959年、1962年）
  - ダブルス優勝3回（1958年、1959年、1961年）･･･（渋谷（村上）淑子とのペア）[5]

## 発言
2010年4月17日の渋谷区体育協会のジュニア育成事業の合同開講式で『一番大事なのは気持の持ち方だ。すなおに、集中力をたかめ、一生懸命になることだ。』『長続きをするためには目標をもつことが大切です。』と述べた。